# 境界のRINNE
『境界のRINNE』（きょうかいのリンネ、サブタイトル: Circle Of Reincarnation、英: RIN-NE）は、高橋留美子による日本の漫画作品。『週刊少年サンデー』（小学館）にて、2009年21・22合併号から2018年3・4合併号まで連載された。単行本は全40巻。2014年11月時点で累計発行部数は300万部を記録している。

## 概要
前作『犬夜叉』がハードかつシリアスな内容だったため、「次回作は気軽に楽しめるように」という思いから、本作では和服姿の主人公と制服姿のヒロイン、およびバトル要素を残しつつ、『うる星やつら』や『らんま1/2』のような従来のコメディ要素が色濃く描かれている。
『週刊少年サンデー』での定期連載作品としては高橋にとって4作目にあたり、また他誌での連載の『めぞん一刻』（『ビッグコミックスピリッツ』）『1ポンドの福音』（『週刊ヤングサンデー』）も合わせれば6作目の定期連載である。不定期連載も含めれば、『週刊少年サンデー』では『人魚シリーズ』も合わせて5作目、他誌の『ダストスパート!!』も合わせると高橋の中では8作目の連載作品となる。
2015年春よりテレビアニメ第1シリーズが放送開始し、2016年春より第2シリーズを放送、2017年春から秋まで第3シリーズが放送された。

## あらすじ
女子高校生・真宮 桜は、幼いころに神隠しに遭い、あの世でもこの世でもない境界・輪廻の輪の近くに連れて行かれた過去をもつ。「親切な謎のオバさん」に助けられるも、それ以来、何故か「霊が見える」ようになってしまった。成長するにつれ、「大きくなれば治る」と信じていたものの一向に治る気配はなく、生きた人間と霊魂の区別がつかないほどはっきり見える桜は、その能力を友人たちにも隠し続ける日々を過ごしていた。
高校に進学した桜は、5月に入っても登校しない隣席のクラスメート・六道 りんねのことを気にかけていた。ある日、桜は教室で悪霊化したチワワと戦う「羽織姿の少年」を見てしまうが、少年やチワワは桜だけにしか見えていなかった。着れば霊体化して一般人には姿が見えなくなる黄泉の羽織を纏った姿を桜に見られた少年は驚き、どういうことかと問いただす。その少年こそ、六道りんね本人だった。
りんねは現世に彷徨う霊魂たちを導き輪廻の輪に乗せる「死神のような仕事」を人知れず行っていたが、祖父の死後赤貧に喘ぎ、「高校の制服すら買えずに一張羅は中学指定のジャージ」で「死神道具の購入資金に充てる小銭にさえ事欠き」、「老朽化により使われなくなったが『霊障』が原因で取り壊しが見送られている高校のクラブ棟にこっそり住み着いている」有様だった。なりゆきでりんねに力、もとい小銭を貸して仕事に協力することになった桜は、りんねと共に訪れた霊道の果てにある輪廻の輪が存在する世界を見て、かつてここに来たことがあると思い出す。
やがて桜は、かつて自分を助けてくれた「親切なオバさん」・魂子と再会を果たす。魂子はりんねの祖母で死神であり、桜は自身の記憶を喪っていた理由、そして霊が見えるようになった経緯を明らかにされる。さらに、りんねが死神のような仕事をしなければならないのは、「魂を導くべき人間の男性に一目惚れした魂子が『ありとあらゆるコネと手段』を用いて彼に50年の寿命を与えて貰い、夫婦生活を送って子や孫を得た代償として、孫子の代まで死神のノルマを果たすと契約した」ことによるものだと判明する。りんねは死神と人間による混血であり、力が正統な死神には劣るため、強力な悪霊相手では道具に頼らなければならないのだった。図らずも様々な疑問が一気に解消した桜は、以来、りんねの仕事と生活をなにかと助けることになる。
りんねは仕事と生活の両立のため、「学校の使われなくなった百葉箱に『お供え』と『お賽銭』を入れて『依頼』をすると依頼内容が成就する」という伝説を自ら流し、借金返済に勤しむ。やがて、りんねのもとには魂子からリストラされた使い魔の黒猫・六文が、「エサ代自分持ち」という劣悪な雇用条件ながら契約して仕事をサポートするようになる。そして、りんねを借金地獄と極貧生活に突き落とした張本人であり、実の父親で堕魔死神のボスでもある鯖人らと激しいバトルを繰り広げていく。
小学校時代から桜に思いを寄せる祓い屋の十文字、鯖人に恨みを持つ死神・鳳、記死神・架印、堕魔死神・れんげ、子供の頃からりんねを逆恨みする悪魔・魔狭人や死神・沫悟、そして彼らの契約黒猫らが巻き起こす幾多の事件や騒動を解決したり、この世に未練を残す幽霊たちを協力して輪廻の輪へと送り成仏させたりするにつれ、二人は次第に強い信頼と絆で結ばれていき、いつしか互いに惹かれ合うようになる。
りんねと桜は順調に浄霊に励む中、長年行方不明とされてきたりんねの母であり伝説の死神・六道乙女の行方を遂に突きとめる。乙女は、不慮の事故で輪廻の輪へと転生し、現世で幽霊が見える小学1年生の女児・苺として生まれ変わっていた。苺の事件を通じて、失踪した経緯や理由が判明し、生まれ変わった今でもりんねの母親であることを苺自身から告げられ、りんねはようやく母親と再会を果たすことができた。
ある日、りんねは桜への日頃の感謝の気持ちを込めてあの世の日帰りツアー旅行に誘う。予想外のツアー内容に落ち込むりんねは、三途の川で一緒に拾った境界石を加工し、お揃いのブレスレットとして桜にプレゼントする。ツアー内容を申し訳なく思うりんねだったが、桜に「今日の旅行はりんねと一緒じゃないと行けない楽しいこと」であると感謝の気持ちを告げられ、喜んでもらうことに成功した。その日の夜、二人はお揃いのプレゼントを腕に着けて、今日一日の二人で過ごした楽しい出来事と幸せを噛みしめていた。そして、桜はりんねとのいつもの日常がずっと続くと信じて疑わなかった。
昇給を考え、りんねは最難関クラスである浄霊検定を受験する。試験には見事合格して昇給するも、その時の騒動で身に着けていた桜とペアで作った境界石のブレスレットをなくしてしまう。そして、度重なる紆余曲折とトラブルに見舞われ、りんねと桜、両者の境界石は粉々に壊れてしまった。りんねは仕事の忙しさにより桜との会えない・話ができない日々が続く中で、桜は幾多のすれ違いを通してりんねへの恋心を自覚する。
その直後、桜は境界石と三途の川の水の力によって境界に行ったため、桜の危機を察知したりんねは桜を救うために命懸けで輪廻の輪へと向かうも、桜の姿はなかった。りんねが動揺する一方で、桜は間一髪のところで転生されておらず、自分の名を呼びながら必死に探し続けるりんねの元へと駆ける。りんねは輪廻の輪へ向かうステップからりんねの元へと飛び降りた桜を受けとめて強く抱きしめ、安心した桜はそれに応えるようにりんねの背中に腕を回した。無事に再会を果たした二人は、互いに強く抱きしめ合い、ようやく思いを通じ合わせることができた。
こうしてすべての事件が解決し、再びいつもの平穏な日常が戻ってきたが、りんねと桜はこれまで以上に二人きりで一緒に過ごすことが多くなった。りんねは桜への借金を完済、最難関の浄霊検定に合格したため、昇給して以前よりも生活が安定するようになる。桜はりんねと1日デートを何度も重ねる日々を過ごしており、母親に温かく見送られて今日もりんねの元へと向かう。ふと、桜が空を見上げれば、そこには鮮やかに死神のカマを振るいながら大物悪霊を浄霊するりんねの姿があった。晴れて恋人同士となったりんねと桜は、微笑みながら見つめ合い、今日も仲睦まじいデートを始める。二人の幸せな日常は、これからもずっと続いていくのであった。

## 登場人物
声優は、特別に記載がない限り、テレビアニメ版のもの。

### 主要人物
六道 りんね（ろくどう りんね）
声 - 石川界人、本泉莉奈（少年時代） / 内山昂輝（サンデーCM劇場）
本作の主人公。三界高校1年4組で、席は桜の右隣。一人称は「俺」。身長175cm程度。赤い短髪に深緋色の瞳を持つ少年。人間と死神の混血であり、現世で彷徨う魂を救い、輪廻の輪に乗せる死神のような仕事をしている。家族構成は父（堕魔死神の首領・六道鯖人）と祖母（名誉死神・魂子）。死神界では「名誉死神の孫」として有名。堕魔死神たちからは「若社長」と呼ばれている。
基本スタイルは、中学時代の学校指定のジャージに黄泉の羽織を纏う。学校指定の制服は持っておらず、その特異な姿から、校内では有名人。校内に置かれた百葉箱に依頼内容とお布施、お供えを入れるように自ら噂を流し、主にそこからの依頼を受ける形で日々の糧と報酬を得て仕事をこなしているが、決して順調とはいえず、大抵は赤字に終わる。噂が広まり校内で浸透したこともあって、直接彼の元に依頼が来ることも多い。現在は三界高校の敷地内にある、老朽化した部室棟の一室で暮らしている。
基本的な仕事内容は、「彷徨える魂が抱くこの世への未練を無くす」こと。霊に対して丁寧で礼儀正しく、力任せの手荒な方法はとらない・手間暇を惜しまない・無関係の人間は極力巻き込まないようにするという穏便なスタンスをとる。ただ、不測の出来事や過度の倹約、介入者が原因で魂が悪霊化するなどのトラブルに際しては実力行使により死神のカマで魂を浄化する。出費を度外視すれば、浄霊の実力は純粋な死神と比べてもかなり優秀なのだが、詰めが甘く、催眠術をかけきれなかったり、除霊対象に食べられそうになるといった失敗も多い。純血の死神ではないために能力が劣っており、通常の死神よりも多くの道具でそれを補っているため、死神道具の購入費用がかさんで仕事をすればするほど懐具合が貧しくなる悪循環に陥っている。りんねの死神道具のほとんどは、死神講習会での試供品、安く手に入るが効能が劣化した中古品などが多く、新品の正規品は低額のものしか使われない。
小学校時代は現世とあの世の両方の小学校に通う「二重生活」を送っていた。祖父が亡くなるまでは、契約により現世において魂子と3人で比較的裕福に暮らしていたが、現在は鯖人が原因で極貧生活と借金地獄に喘いでいる。この借金は、名誉死神である魂子の立場をもってしても帳消しにする事は不可能である。クラスメートの視線さえ気にせず昼夜を問わず「造花の内職」に励んで収入を補い、桜たちの差し入れとお供えで食いつないでいる。桜が作った弁当を「宝石箱」と評するなど、美味しい食べ物を前にすると詩人のようになる。
イケメンであり、普段の態度はクールかつドライでやや古風な口調。「仕事」に関すること以外では他人と関わろうとはせず、社交性に欠けるが、根は心優しく義理堅い性格。正義感が強く悪事と詐欺は絶対に許さない立場を取るが、百葉箱の件一つとっても詐欺と紙一重である。「羽織を私的に悪用しない」としているが、どこまで許容範囲なのかかなり曖昧。また、金銭が絡むと周囲が見えなくなり本来の目的を忘れるため、桜からは呆れられることもある。
基本的にプライドが高く、死神業にも誇りを持っており、一度受けた依頼遂行のためなら赤字を出すことさえ厭わない。その反面、自ら「貧乏」とは認めたがらず、公私にわたり他人の力をアテにしようとしないが、りんねの厳しい台所事情を知る桜には素直に甘えて頼りにしている。他人の施しは真意を誤解されかねないほど喜んで受け、金がなかったり返済出来ないのを逆に居直ったり、稼ぎにならない（＝依頼がない）霊は見つけても放置したりする場面が多々ある。金銭的に深刻なダメージを受けると、文字通り血反吐を吐いたり、血の涙を流したりしている。稀に大金が入る、贅沢ができるチャンスは巡ってくるものの、その度に邪魔が入る不幸体質で、「生き地獄」に置かれている。また、車酔いする体質で、バスに乗ると顔が真っ青になる。無駄な出費をとことん嫌う体質のせいで倹約に長けており、金銭感覚は多少狂っている。
桜のことは「真宮 桜」とフルネームで呼んでおり、当初は自身の仕事に巻き込むことを快く思っていなかったが、彼女の優しさ・頼もしさに触れ、様々なサポート等に非常に感謝し、浄霊の素質を認めるにつれ、絶大な信頼を寄せるようになる。死神小学校時代からそれなりにモテているが恋愛事や女子に興味を示さず、「（貧乏な）自分には無縁のこと」と達観している。しかし桜に関しては特別で好意を寄せており、奥手で純情一途な年相応の反応をみせる。また、絶体絶命のピンチを桜に救われることも多く、逆に桜に危機が迫った時には血相を変えて真っ先に駆けつけたり、身を案じたりするなど彼女を大切に思っている描写が度々見られる（れんげ曰く「りんねの弱点は桜」）。桜から手編みのマフラーを貰って感動したり、他の男性からアプローチされる場面を見て動揺したりするなど、彼女の言動に一喜一憂していたが、幾多の事件を乗り越えて、最終的に桜と相思相愛になる。物語終盤で桜への借金を完済。最難関の浄霊検定に合格し昇給し、生活が以前よりも安定するようになる。現在は、恋人となった桜と丸1日デートを何度も重ねており、プライベートでも桜と二人きりで過ごす沢山の日々を楽しんでいる。
キャラクター設計
原作者の高橋留美子はりんねという主人公としてのキャラクターのイメージがなかなか掴めず、連載開始2週間前に「貧乏だから学校に住んでいるというのはどうか」という初代担当編集による案を面白いと思い、そこから「貧乏→赤字→赤髪、いつも同じジャージを着ている」というりんねのキャラクター誕生のきっかけになった。
高橋曰く、「私、どうも貧乏ネタが好きみたい。めぞん一刻の五代くんといい、うる星やつらの竜之介といい、楽しく描いてます」と述べている。
アニメ監督の菅原静貴は、「りんねはこれまでの高橋作品の主人公のようなイケイケ熱血なキャラとは真逆に近い淡白でクールな今風の主人公、だけれども昭和な部分もある」と評している。
あだち充は、一番好きな高橋留美子作品の主人公にりんねを挙げており、「静かな感じの態度で、今までの主人公よりこっち系が好き」と評している。
初期ネーム段階での名前は「りん」であったことが、2017年の「高橋留美子作品全世界2億部突破記念」に初公開された第1話の直筆ネームで明らかにされた。

真宮 桜（まみや さくら）
声 - 井上麻里奈 / 伊瀬茉莉也（サンデーCM劇場）
本作のヒロイン。16歳の高校1年生で、りんねと同じクラスの隣席の少女。一人称は「私」。身長160cm程度。紫紺色の瞳を持ち、ふんわりとしたゆるめのウェーブがかかった胸元辺りまでの長い髪を三つ編みおさげに結わえている。家族構成は父と母の3人暮らし。本作のモノローグも担当しており、物語は主に彼女視点で語られている。
基本スタイルとして、高校の制服である紺色のブレザー（夏はブラウスとクリーム地のベスト）に赤色の紐リボンをし、丈の短いスカートに黒色のハイソックスを着用している。
幼少時に神隠しに遭って以来、霊が見える能力を持つが、これは堕魔死神によってあの世に連れて行かれそうになったところを魂子に助けられ、人間界に戻る前に輪廻の輪が存在する世界の食べ物を食べたことによる。この出来事を忘れさせるために魂子から催眠術を掛けられるも、おぼろげだが記憶しており、りんねとの出逢いおよび輪廻の輪を目撃したことで記憶がすべて蘇り、以降はりんねと行動を共にする。
幼少より様々な霊に会ってきたので肝が据わっており、非常に冷静沈着で、滅多なことでは動じない芯の強さをもつ。時として危険を顧みず大胆な行動をとることもあり、優れた洞察力や機転を駆使してりんねのピンチを要所で救っている。また、脚が速く、腕っぷしも強いなど身体能力も優れている。
基本的にクールで淡々としているが、物腰柔らかで心優しい穏やかな性格。困っている人や霊のためにすすんで尽力し、何度も霊たちを改心・元の良心を取り戻させているため、初期の時点でりんねからは「修行すれば一流の死神になれる」と感心され、浄霊の素質を見込まれている（ただし、桜自身はその気が全くなく、死神になれなくていいと直後に断りを入れている）。適応力も高く、りんねの傍で浄霊の仕事を手伝ってきたため、ベテラン死神の魂子さえ関心するほどの浄霊作法を弁えており、徐々に自身で死神道具を使いこなすようになる。
美少女で、りんねから「可愛い」と評されており、小学校時代から十文字に惚れられたり、学校内の学年問わず多くの男子生徒や男子霊に好意を寄せられたりするなど人・霊を問わずよくモテる。ただし、本人はそうした事実を意外に感じるなど恋愛には非常に鈍感で、告白された際は相手を配慮して丁重にしつつ、ストレートに断っている。
しっかり者で面倒見がよく、作中では数少ないツッコミ役の常識人である反面、自身も稀に若干ズレた発言をするなどやや天然でおっとりした一面もある。料理上手で、りんねへの弁当以外にもクッキーやチョコレートなどお菓子も作っている。作中では水着姿や晴れ着・浴衣などの和服姿を披露することが多く、扉絵でも頻繁に飾っている。私服は基本的にスカートやワンピースが多いが、パンツスタイルも披露している。
十文字と違い、霊が見えることに関して孤独感や劣等感を感じたことはない様子で、りんねと出逢う前から霊と世間話に興ずるなど平等に接してきた。しかし、自身に悪霊と戦い祓う力がないこともあり、面倒な霊に絡まれることを極力避けるため、「普通の人に見えていないと思われるものは見えていないフリをする」ようになった。そのため、特異な体質や育成環境のせいで友人関係も希薄だったりんね・十文字とは異なり、友達が多く交流関係も広いが、霊が見える自身の能力は隠している。周囲が怪談話などで盛り上がっていても、拒否したり馬鹿にしたりすることもなく、興味がある素振りもせず、そこで得た情報をりんねに提供し、霊的事件解決に一躍買っている。
りんねと出逢った当初は、半ば巻き込まれるかたちで浄霊に協力していたが、様々な関わりを通じてりんねの人柄に触れ、次第に自分の意思で彼の死神業を手伝うようになる。貧乏なりんねや六文の第一理解者で、彼らの為に浄霊の手伝いがてら手作りの弁当（りんね曰く「宝石箱」）を差し入れては感謝されている。自ら浄霊に関する依頼の話を受けることも多く、真っ先にりんねに提供・相談するなど、りんねと彼の浄霊の実力を誰よりも信頼している。
りんねのことは「六道くん」と呼び、周囲に対して交際は否定していたが、鳳からりんねに関わるなと忠告されても毅然とした拒否の態度を見せて一蹴したり、内心で無意識に「それはヤダ」と思ったり、りんねの危機には珍しく険しい表情を見せたりするなど、当初から彼の力になりたいという思いを持ち続けていた。物語終盤での出来事を通してりんねへの恋心を自覚し、幾多の事件を乗り越えて最終的にりんねと相思相愛になる。現在は、母親公認の元、りんねと1日デートを何度も重ねる（桜曰く、「以前よりも二人きりで過ごすことが多くなった」）など、恋人としての楽しい日々を過ごしている。

キャラクター設計
桜は『うる星やつら』のラムをはじめとする歴代の高橋留美子作品のヒロインの特徴の一つである「嫉妬深い・暴力的」という要素を持たず、「クールでサバサバしたヒロイン」「高橋留美子史上、最も優しく冷静沈着なヒロイン」といったイレギュラーな存在としてこれまでのヒロイン像を覆し、連載当時から従来のファンや視聴者に衝撃を与え注目を浴びた。また、桜は高橋作品において作中最後まで感情による涙を見せなかった唯一のヒロインでもある。
キャラクターデザインを務めたたむらかずひこは、「描く時に一番難しいキャラクターは桜で、表情の一つ一つの変化にも気をつけている」と述べている。また、作中で桜が大事にしているりんねから貰ったイルカのぬいぐるみは頻繁に登場しており、アニメ第3シリーズでは、ぬいぐるみを抱いた桜がエンドカードに描かれている。エンドカードを担当したたむらは、「桜の可愛さをすべて詰め込んだ」と述べている。
アニメで桜を演じた井上麻里奈は桜について、「一見クールだけれど、他者を思いやることができるとても心温かい女の子」と評している。桜を演じた井上はオーディションで選ばれ、「感情的にならないよう、常に一定の落ち着いた演技を心がけていた」と語る。井上の演技を受けて高橋は、「井上さんが桜のキャラを守りつつ、桜をより可愛らしく魅力的に演じてくださってとても感謝している」と評しており、「声が付いてより生き生きとしたキャラクター」に桜を挙げている。
初期ネーム段階での名前は「七穂」であったことが、2017年の「高橋留美子作品全世界2億部突破記念」に初公開された第1話の直筆ネームで明らかにされた。
現実での反響
メインエピソードである「桜が"霊が見えなくなるキャンディー"を食べる話」は、当時関わった2代目担当編集が、後年のインタビューで最も好きなエピソードに挙げている。理由として、「連載第1話で霊が見えない普通の生活を願っていた桜が、見えなくなるキャンディーを霊界に返し、霊が見えるままの生活"りんねと関わり続けること"を選んだ―そういう桜の決断の意味としても、りんねと桜の物語的なターニングポイントだったので、最も印象に残っている」と語っている。また、それを受けて原作者の高橋も「桜の本音を見ることができた好きなエピソードで気に入っている」とコメントしている。2013年の高橋留美子画業35周年記念における企画で「読者が選ぶ高橋留美子作品別の名シーンコンテスト」が開催され、キャンディーの効果が切れ、桜が再び姿が見えるようになったりんねと再会し、二人が会話をする場面がファンからの応募が多かった名シーンとして取り上げられた。
あだち充は、一番好きな高橋留美子作品のヒロインに桜を挙げており、「自然に柔らかく受け止めてくれる感じが好き」と評している。
アニメで六道りんねを演じた石川界人は、「高橋留美子作品で一番理想で好きな女性キャラクター」に桜を挙げている。

六文（ろくもん）
声 - 生天目仁美 / 釘宮理恵（サンデーCM劇場）
緑色の目をした雄の黒猫族。りんねの契約黒猫。黒猫段位初段。
元々は魂子の契約黒猫だったがリストラされてクビになってしまい、魂子の紹介でりんねの許にやって来た。りんねや桜からは猫の体に少年の顔の姿で見えており、普通の人々からは子猫の姿で見られている。
貧しいりんねは満足な給料を払えず、六文を寄越したのも魂子がりんねとあの世との関わりを持たせるためと誤解して当初は契約を拒否していたが、魂子から六文への解雇通告を見てしまい、多少の同情と六文のけなげな態度もあって契約を認めた。契約に際して「食費自分持ち」という条件で、子猫の姿で人間達から食べ物を恵んでもらっている。また、りんねの与り知らぬところで霊道を伝って桜の部屋にも入り浸っているため、主より良い物を食べさせて貰っていたりする。時にはりんねと食事を分け合っているような描写も多々あるが、高級な食べ物や金が絡むと主人を裏切る腹黒い一面もある。公私にわたってりんねを支える良き相棒だが、悪意のない失敗により余計な出費をさせてしまうことも多々ある。
基本的に忠実で礼儀正しく、りんねには「様」、桜やりんねの家族である魂子や苺には「さま」付けで常に呼び慕い（十文字・魔狭人・架印・れんげ・沫悟などは呼び捨て）、敬語で話す。黒猫段位試験では、MVC（最高殊勲猫）に選ばれている。反面、自己像と客観像とが乖離しているといったナルシストな一面や、些細な理由と動機でりんねのクラスメートを血祭りにあげようとするなど、野生の猫さながらの粗暴な一面も併せ持つ。
幼いが、冷静沈着で分析力や状況判断も出来るなど精神面や頭脳はかなり優秀。巨大な化け猫（の頭）に変化することができ、その姿で人間をおどかしたり桜たちを乗せて飛んだりすることもできる。高校生数人を気絶させ縄で縛りつけるなど、人間相手ならばある程度の戦闘力はあるのだが、りんねの手にも余る悪霊が相手では戦力外。自分より強い者に遭遇した時や大金を目にした時には鳥肌で毛が逆立つ。相手からの攻撃を受けて気絶すると、子猫の姿に戻る。
化け猫の姿になった時や謀をしている時に、よく「ふな〜ご」と言う。

### りんね・桜の縁者
魂子（たまこ）
声 - ゆきのさつき
りんねの祖母で死神。鯖人の母でもある。和装で、白髪に赤い花の髪飾りを着けている。細目で常に笑顔だが、シリアスな場面にだけ目を開く。外見は若いが100歳以上。「おばさん（おばちゃん）」、「おばあさん（おばあちゃん）」呼ばわりや自身の年齢に関する話を執拗に嫌がり、言った者のこめかみをグリグリするのがお約束となっている（実の孫であるりんねに「おばあちゃん」と呼びかけられた際も容赦なく行う）。
幼少時代の桜を堕魔死神から救ってくれた人物であり、彼女にうっかりあの世の食べ物を食べさせてしまった張本人。最も優秀な死神である「名誉死神」の一人で、自力で堕魔死神カンパニーにたどり着けるほどの実力者。100年前には九尾の狐を退治し命数管理局の魂洗浄室に送り込んだ。他のベテラン死神と共に若手死神講習会の講師も務める。
数十年前に死神の仕事で出会った余命1分の男に一目惚れして、数々の根回しや多少の不正を働いて強引に寿命を50年延ばし結婚する。その時条件として「死神の仕事を10倍こなし、それが成されない場合子や孫の代まで仕事を引き継がせる」契約を結んだ。この契約によるノルマは10年前に達成しているが、りんねは父親のことを語るのを嫌い、貧乏の理由をこの祖母のノルマとして語っている。
りんねや桜を気にかけており、現世に来てはあの世のバイトを紹介したり、手助けをしてくれたりする。鯖人のことは余程のことがなければ放任主義。鯖人への制裁は、ほとんどがハリセンで行われる。
夫が死去した現在は、死神界で広大な屋敷を構えて暮らしており（りんね曰く「片付けられない人の典型」で、襖を開ければ家具などがジャングル地帯のように杜撰に置かれているが、本人曰く「屋敷が広いので片付かない部屋が7つあってもまったく問題ない」らしい）、りんねと桜が遊びに来ると温かく出迎えている。
黒星（くろぼし）
声 - 西村知道
魂子の契約黒猫。メガネを掛けた巨大な雄の老猫で、額に青色（アニメでは黄色）の星の模様がある。
夫が死去した魂子が死神界に戻ってきた際に、荷物に紛れて押し入れに放置され、そのまま長い間忘れられていた。
大掃除の際に発見され、現在は魂子の屋敷の家事全般も担っている。
黒星三世（くろぼしさんせい）
声 - 加藤英美里
黒星の孫息子。額に青色（アニメでは黄色）の星の模様がある。
黒猫であるにもかかわらず幽霊が大の苦手で、遭遇すると敵前逃亡するほど。女性好きのお調子者で、桜の膝の上がお気に入り。
祖父・黒星の後を継ぐため、現在は魂子の下で契約黒猫の修業をしている。
りんねの祖父
声 - 緑川光
人間。魂子の夫で、鯖人の父。キャラクター紹介では「来世サバ男」となっている。
東京タワーが建った50年前の時点で病気により余命1分、来世はサバになるはずを、死後の自分を導くためにやってきた魂子に一目惚れされ、彼女の奔走により50年寿命を延ばしてもらった。りんねをずっと育ててきたが、高校に入る年の春に亡くなった。
今は輪廻の輪に乗ってサバになり、黒潮に乗って回遊している。
六道 鯖人（ろくどう サバト）
声 - 山口勝平
りんねの父。詳細は堕魔死神カンパニーを参照。
六道 乙女（ろくどう おとめ） / 苺（いちご）
声 - 林原めぐみ
りんねの母。かつて死神界では「伝説の死神・乙女」と謳われていた、プラチナライセンス所持の敏腕死神。見た目は若くて美しいが、実年齢は魂子より2歳下。鯖人と出会った時には彼より2歳上と年齢詐称していた。
りんねが赤子の時に、夫・鯖人に失望したため失踪したと長らく思われていたが、鯖人が偶然見つけてきた乙女の母校の卒業アルバムにより年齢詐称が発覚するのを恐れ、隠滅しようと三途の川に出かけて行った際、折悪しく暴走したヌー霊の大群に輪廻の輪へと押しやられてしまい、そのまま転生を繰り返していたというのが実情である。
鯖人との出会いは、合コンのボランティアをしている時に手伝ってもらったことがきっかけであり、お互いに一目惚れだったとのこと。鯖人のプロポーズを受け入れた結婚後も、魂子とは同世代のためによく話が合い、家庭生活は円満だったが、上述の年齢詐称の隠滅がもとで行方不明となり、以後、鯖人は乙女の消息をずっと捜し続けていた。鯖人のことは「ろくでなし」「ゴクツブシ」と揶揄しながら死神のカマでド突き回すのが日常茶飯事だったが、両者とも愛情表現の一つと認識しており、本気で愛し合っていることに変わりない（なお、転生した再会後もその思いは変わらないが、両人とも現在の立場上、復縁するつもりはないと明言している）。
メダカ、カナリア、アリクイを経て現在は人間の小学1年生の女児・苺に転生し、一般家庭の夫婦と3人で暮らしている。事故とはいえ、輪廻の輪に乗ってしまったことに関しては割り切っているが、その一方で幼いりんねを残して転生してしまったことにはかなりの悔いがあった模様。そのため、ささやかながら小遣いをあげたりするなど、転生後も母親としての愛情を注いでいる。また、桜とは家の近所に住んでおり、りんねが不在の時でも一緒に出掛けたり下校したりするなど仲が良い。乙女のころの記憶は失った状態で転生していたが、のちに記憶をすべて思い出し、死神道具を扱うことも可能であるため、先輩としてりんねや桜と浄霊関連で行動をともにすることもある。

桜の母
声 - 平野文
39歳。専業主婦。桜と同じく何事にも動じない穏やかな性格で、子猫の六文にエサをやるなど可愛がる。学生時代の彼女の容姿は、娘の桜によく似ている。
料理上手で、お菓子作りや通販など色々なものにハマっている。りんねの貧乏事情を桜から聞いているため、作り過ぎた料理は桜を通じてりんねに差し入れられることもある。学生時代、粟粟クラブの大ファンだった。
夫は銀行員。本名は不明だが、旧姓は「宮前」。
娘思いで恋愛事情に敏く、桜がりんねと恋人関係になった後も交際を認めており、デートの際は以前と変わらずりんねへの差し入れを持たせるなど二人を温かく見守っている。

### 現世および三界高校関係者
十文字 翼（じゅうもんじ つばさ）
声 - 木村良平、蓮未エリナ（少年時代）
りんね達のクラスに転校してきた黒髪の男子で見た目は美形。実家は代々続くお祓い屋（退魔師）を家業としている。魔狭人や翔真ほどではないが裕福で、両親は日本各地を転々としており、旅先から高級な名産品を送ってくる。りんねと違って制服を買えるはずだが着用せず、神父服をモチーフにした独自デザインの服を公私兼用で着ている。
自身も幼いころから霊が見え、除霊用のアイテムを扱える。ある霊を追い日本中を渡り歩く父親の都合で何度も転校を繰り返していた上、霊が見えることでどこに行っても周囲から浮いた存在になりがちで友達が出来ずにいた。そんな時、小学校時代に桜とクラスメートになり、霊が見える者同士で意気投合し秘密を共有するなどして桜に片想いするが、出会いから直ぐにまた転校してしまった。霊が大量に映り込んでしまった幼いころの桜の盗撮写真を肌身離さず持っている。
転入初日の自己紹介からいきなり衆人環視の状況で桜に告白するが、存在をすっかり忘れられており名前すら覚えていて貰えず、告白の返事を迫っても「まずは友達から」と軽くいなされているが全くめげてはいない。りんねのことは桜を巡る恋敵で商売敵だと直感的に見抜いてライバル視しており、りんねと桜の関係をしきりに気にしているなど、恋愛面に関しては揃って鈍感な二人よりは鋭い。後々、榊あやめに思いを告げられることになり、遠距離恋愛をしつつも、桜への想いを優先する傾向がある。りんねは除霊や浄霊にプロとしてささやかでも対価を要求しつつお人良しな性格故に赤字に悩むが、十文字は腕前はともかくとしてまだ正式な仕事ではなく「趣味」または「ボランティア」といった立ち位置で基本的に無報酬かつ自主的に動いており、採算性やコストは眼中にない。根が単純かつ動機が「桜に格好いいところを見せたい」、「除霊を口実に桜と仲良くしたい」など不純なことも多く、それがために当初の目的を完全に見失うことも多いなど、性格や思考に関してはりんねと桜から呆れられている。
当初は霊を見れば悪霊かどうかさえ判断せず、問答無用で聖灰を投げつけて成仏させようとする荒っぽいスタンスで、りんねのやり方を「生ぬるい」と批判していた。ただしその方針が災いし、霊に恨まれた挙げ句浄霊行為そのものも失敗しており、自身への恨みで無害な霊を悪霊化させてしまうなどかえって事態を悪化させていた。だが、片思いが実らず病死した少年の霊がりんねの協力で成仏する様や、死神の鎌で凶悪な悪霊トイチさえも浄霊するりんねの鮮やかな手際を見てからは相手に応じて戦術を変えて対応するなど、多少は穏健で賢明な方法を採るようにもなった（ただし堕魔死神や悪魔に対しては相変わらず強硬である）。戦闘力や浄霊の実力はそれなりにあるが、聖灰の性質や本人の早合点な性格から悪霊を取り逃がしてしまうことも多い。魔狭人と仲が悪い。なお、よく「B級お祓い氏」と呼ばれる。

ミホ
声 - 徳井青空
三界高校1年4組。桜の友達。桜、リカと共に3人組でいることが多い。生徒会で書記をしており、姉がいる。いつもどこからか怪談話を仕入れていて、りんね達に怪奇現象の情報を教えてくれる。霊が見えるようになりたい願望があるが、実際に怪奇現象に遭遇するとすぐに逃げ出してしまう。それでもりんね達に霊の情報だけ伝えに戻ってくるなど、彼女の逃亡は半ば持ちギャグと化している。唯一の例外にミホに惚れていた元同級生の臼井君（声 - 市来光弘）がいる。デート後に彼が霊であることに気付いたミホは、全然怖くなかったと吐露し、哀しげな表情を浮かべていた。
穏やかで優しい性格だが、翼からは頻繁に聖灰の被害を受けているため、彼に対しては容赦のない反撃（中華鍋や鞄で殴りつける等）を行う。桜と共にナンパされたり、彼女に惚れている霊が登場するなど、それなりに美人である様子がある。
リカ
声 - 洲崎綾
三界高校1年4組。桜の友達で「間違い電話霊」に困らされていた。どケチで、りんねへの依頼料を財布の中に貯まった1円玉で支払った。怪談話が苦手で、実際に怪奇現象に遭遇すると、ミホ同様にすぐに逃げ出してしまう。
桜、ミホと共に3人組でいることが多いが、彼女だけ登場しないことがある。アニメ版では苗字が桃井となっている。
スズキ先生
声 - 坪井智浩
三界高校の男性体育教師。瞳がキラキラしている。霊がらみの事件に何度も巻き込まれている。数年前までは教育実習生だった。前世は姫で、右手首に花びらのようなアザがある。面倒見が良く生徒から慕われているが、どこか抜けている。りんねが貧乏であることを気にかけており、彼女が作った梅干しや佃煮をりんねに差し入れているが、白いごはんがないため、あまり喜ばれていない。
義理堅く、実習生の時に担当していた生徒の一人、叶ヨウコ（声 - 植田佳奈）が食中毒で亡くなったため、現在も線香をあげに自宅を訪れている。ヨウコからは想いを寄せられており、メールアドレスを書いた紙を受け取ったが、風でその紙を飛ばされてしまいメールをすることができなかった。それが原因でヨウコは地縛霊になっていたが、りんねと桜によって誤解を解き合うことができた。なお、ヨウコのメールアドレスの紙を一緒に探してくれた女性が彼女である。
アニメ版ではりんねのクラスの担任教師になっており登場回数が増加している。
サトウ先生
三界高校の養護教諭。メガネを掛けた中年のやや太めの女性。前世は鯉。仔猫の姿の六文を可愛がっている。
姉祭・アネット・瞳（あねまつり・アネット・ひとみ）
声 - 沢城みゆき
もとは「ショッピングモールの姉」と呼ばれていた百発百中の占い師だったが実は臨時のバイトで本業は別にある。  人間でありながら、あの世から散逸された命数管理局指定特一級回収物品とされている強力な死神道具のひとつ「のぞき玉」を所持している。
占いが百発百中の的中率を誇るのはそのためで、ゆえにりんねとはのぞき玉を巡って、ある種、複雑な関係となる。   のちに本業が教師である事が明かされてりんねや桜らが通う学校に転職。   りんねたちのクラス担任となった（アニメではスズキ先生が担任教師のため、副担任となっている）。担当科目は英語。   生徒達からは「アネット先生」と呼ばれている。   祖母がフランス人のクォーターで、祖母・母との3人暮らし。 美人でグラマラスな女性だが、マイペースでどこか抜けているところがあり、自分の部屋を片付けられない。  就職難によりお祈りが続き、大学卒業後も就職出来ずに家でゴロゴロしていた。その結果家から追い出され、占い屋のバイトから教師になった。   実はかつて死神と契約を交わしていた白魔女の末裔であり、のぞき玉を持っていたのは先祖が交わした死神との正当な契約によるものだと主張している。（ただし命数管理局側からしてみれば法的管理が無かった時代の勝手な私的契約であるため認められないものである）   そして、のぞき玉自体が自ら意志を持っており、アネットの血族を主と認めているため、たとえ彼女からのぞき玉を奪ったとしても紆余曲折の末に必ず彼女のもとに戻ってくる。

榊 あやめ（さかき あやめ）
実家が神社の巫女。十文字の中学時代の同級生で、遠い街に住んでいる。中学時代から十文字に片思いしており、その念が生霊を生み出した。眼鏡をかけており、物静かで奥ゆかしい風貌だが、腹黒くツンデレな気質がある。十文字と二人きりになる機会を度々目論んでいるが、十文字の意向によって頻繁に同席するりんねと桜を邪魔に思っている。

井本
声 - 三上遥香
桜やりんねのクラスメートで、元園芸部。園芸部の朝妻トモオに想いを寄せており、サツマイモの畑で恋のまじない（地面にビーズ肥料で好きな相手の名前を書き、魔法定着水で固定する）を行ったが、まじないが成立する前に文字を消してしまったため、まじないが変質しサツマイモにマンドラゴラの呪い（サツマイモをマンドラゴラに変化させ、術者の影はサツマイモの形になる）をかける結果となり、園芸部を止めてしまった。園と、りんねによって彼女がかけようとしたのが呪いではなく、恋のまじないであることを知ったトモオから告白される。恋が成就したことでまじないが消失し、呪いが解けたことで再び園芸部に戻った。
アニメ版ではクラスメートとして登場回数が増加している。

### あの世

#### 死神界

##### 死神および契約黒猫
鳳（あげは）
声 - 村川梨衣
頭にリボンをつけた死神の少女。聖・薔薇冠死神女学園（通称バカ女）1年。堕魔死神を数多く摘発してきた、由緒正しいエリート死神の家系。姉を籠絡した堕魔死神カンパニーのボス（鯖人）を倒そうと探す中りんねと出会い、彼に惚れたため、結局姉妹で親子に篭絡される形となった。りんねには積極的なアプローチを繰り返すも、まったく相手にされていない。
家が裕福で、金銭感覚が麻痺しているお嬢様。りんねが呆れるほど非常に騙され易く、堕魔死神のいいカモにされている。裕福ゆえに様々な死神道具を持っており高い汎用性を持つが、人の話を聞かなかったり、説明書をちゃんと読まずに使うなど、ガサツな部分があり道具を使いこなせないこともしばしば。浄霊の腕も高いとは言えず、見当違いの対応をして担当霊を悪霊化させかけたこともある。ただし単純な戦闘力は非常に高く、投げ銭の狙いは外したことが無い上、優等生であったれんげと鎌の切り合いで互角に渡り合うほど。
死神なので常人には視認できないが、リボンを蝶型の物に変えることで実体化できる。ババ抜きで一度も勝てないなどギャンブルには滅法弱い。スタイルでは桜に勝っているらしい（ただし本人談）。桜のことはりんねの恋敵として勝手に認識し、牽制を試みることもあるが、そのあまりの動じ無さに恐れ慄いている。蛇が大の苦手。
料理の腕は壊滅的で、三段重箱それぞれに焦げた卵焼きやウインナーを敷き詰めたり、白飯に茎ワカメを乗せたりするなど、センスも疑わしいレベル。

朧（おぼろ）
声 - 松岡禎丞
鳳の契約黒猫。年齢は桜曰く中学生くらい。細見でしなやかな体型をした雄の黒猫族。黒猫段位初段。
六文よりも姿は人間に近く、首や肩もちゃんとある。赤いプロテクターのような服を身に着けており、指も5本で手袋をしている。気が短く喧嘩っ早い性格で、戦闘力は高く、巨大な爪を使って戦う一方、黒猫段位試験の筆記では名前を書き忘れて0点を取るなど、うっかりな面もある。
鳳と朧の一族は代々つながりがあり、その縁から幼いころから鳳と2人で立派な死神と契約黒猫になるために修行をしていた。鳳をからかうたびに爆弾を投げられている。しかし初陣で鳳をからかった際、鳳が普段のように爆弾を投げた結果岩にはさまれてしまい、そのまま1年間放置されてしまう。岩から解き放たれた朧は鳳への復讐に燃え、蛇の霊[集団]をけしかけて契約取り消しを迫るが、騒動の末に結局元の鞘に納まることとなった。
鳳の契約黒猫だけあって、月給50万の高給取り。
架印（かいん）
声 - 斉藤壮馬
命数管理局経理課に所属する人間の寿命を管理する記死神の少年。仕事中はメガネをかけている。このメガネにはりんねの羽織や鳳のリボン同様実体化の効果がある。
一見落ち着いた面持ちの美少年だが、かなり口が悪く冷酷な性格。鯖人の借金のカタにりんねの寿命を差し押さえようとするが、りんねが裁きの輪を手に入れたことにより、手が出せなくなったので諦めた。それからもりんねとの仲は険悪で、顔を合わせる度に揉め事を起こしている。
現在は母親と鈴と一緒に住んでいるが、母親の浪費癖のせいで家の電気を止められるなど、りんね同様に貧乏生活を送っている。
れんげとは死神中学校での先輩後輩の関係であり、彼女が堕魔死神であることを知らない（実際は風の噂には聞いているものの、当人が否定していることや彼女の人となりを知っているため信じていない）。堕魔死神を憎んでいるが、れんげが堕魔死神であることを知った時は黙認しようとしていた。

架印の母
声 - 遠藤綾
容姿端麗な美女だが、彼女は鯖人のいいカモにされているため、息子の架印はこっ酷く六道親子を恨んでいる。また、金遣いが荒いため（高級食材などを通販で購入するなど）電気が止められている。夫である架印の父親とは息子が幼いころに離婚した。
鈴（すず）
声 - 三森すずこ
黄色の瞳をした雌の黒猫族。架印の契約黒猫。ゴスロリファッションの少女で、架印を手伝っている。元々は捨て猫であるため、契約金が浮くことから拾われた。契約黒猫のライセンスを所持しているかも不明。
かなり毒舌。純粋だが飽きっぽく粗野な性格で、自覚のないままに失敗を繰り返すなど、能力は低い。
ゴスロリファッションは架印の母によるもので、家計を圧迫する原因の一つになっている。
翔真（しょうま）
声 - 三瓶由布子
白髪の死神少年。死神小学校5年1組。
教育実習のためにりんねの元へホームステイをした死神の少年。貧乏な生活を共有させられた上内職を手伝わされていたため、手っ取り早く実習を終わらせるために悪霊捕獲を狙う。りんねの死神の鎌を勝手に持ち出したりと悪戯好き。死神の鎌は、鋭い目つきの青い鳥がモチーフ。
裕福な家庭で育ったお坊ちゃまであるため、苺のカモにされている。
黒洲（くろす）
声 - 石田彰
翔真の契約黒猫。雄の黒猫族。黒猫段位六段の上級黒猫。
紳士的に見えるが、その実は大の子供嫌いであり、翔真への忠誠も表面上だけで、内心鬱陶しがっている。契約時間は9時から5時までで、契約時間が過ぎるとどんな状況でも撤収する、最低限の補佐はするもののいざとなれば翔真を巻き添えにすることも厭わないなど、仕事を最優先にして動く。
黒猫段位六段を保持しており、黒猫幻術の使い手で、段位を持たない黒猫族が束になっても敵わない実力者。黒猫段位試験の試験監督や、契約黒猫適性審査の審査委員長を務めており、厳しい審査を行うことで有名。そのため、黒洲のお墨付きは黒猫族にとって大きな影響力がある。
契約時間の関係から上級黒猫にも関わらず貧困しており、りんねに匹敵するほど金儲けにはうるさい。契約時間が短いのは、一日中一緒にいると翔真をぶっ飛ばしてしまいそうだから。
沫悟（まつご）
声 - 村田太志
死神小学校時代のりんねの同級生。エリート学校・死神一高の男子生徒。左目の下に十字の模様がある。
死神小学校時代は、体が小さく眼鏡をかけていたため、「ミニメガネチビ男」と呼ばれていた。友人がおらず、知らない人がいる場所に行くとお腹が痛くなる。小学校時代はりんねによく助けられていたが、とある出来事がきっかけでりんねに裏切られたと勘違いし、卒業後は疎遠になっていた。しかし5年後に死神小学校同窓会で再会し、りんねとの誤解が解けた後はりんねに対し一種異様な執着心を見せており（本人は「疎遠だった分の友情を深めたいだけ」と主張するものの、十文字や鳳には疑惑を持たれている）、りんねの側にいる桜に対して、内心で対抗意識を燃やしている。りんね本人からはあからさまに引かれており、早く自分離れしてほしいと思われている。
クラスメイトの杏珠に片思いをされているが、全く気づいていない。
黒蜜（くろみつ）
声 - 内山夕実
沫悟の契約黒猫。長身でチャイナ服を着たセクシーな雌の黒猫族。有能で礼儀正しく、優しい。友達がいない沫悟を気にかけており、友情を応援している。
杏珠（あんじゅ）
声 - 釘宮理恵
死神一高の女子生徒で、沫悟のクラスメート。お嬢様風の見た目でよく高笑いをするが、沫悟からはやたらと距離を置く。沫悟に片思いをしているが、直接話したことはほとんどなく、彼からもあまり相手にされていない。沫悟と少しでも会話すると、過剰に感動する。
エリート意識が高く高飛車なところがあり、浄霊に対しては若干マニュアル気味で、型にはまった浄霊を行った結果、事態を悪化させたことがある。
桜本人が自覚していないりんねへの心象を言い当てるなど、恋愛には鋭い。りんねを「ヒモ男」と呼ぶ。

##### 三日月堂
零不兎（れふと）
声 - 小西克幸
来兎の双子の弟で黒いウサギの少年。
鎌打ち業の老舗「三日月堂」の鎌職人・三日月斎の4代目。腕は良いものの絶望的なほどに口が悪く、彼に代替わりしてから三日月堂は閑古鳥が鳴いている。当初は先代が残した書物「我が半生(本当は反省)」通りの鎌を打っていたが、後半の欠陥部分について読まずに作っては売るため、りんねからは全く信用されていなかった。書物に載っているのが全て失敗作だと知ってからはオリジナルの鎌を打つようになったが、儲け心が露骨に出た作品ばかりのためりんねからはほとんど相手にされていない。
来兎（らいと）
声 - 伊藤静
「三日月堂」の営業担当。零不兎の双子の姉で白いウサギの少女。
普段は和服だが、営業中はバニーガールのコスチュームを着用している。
京都弁で弟と違い口が達者。「サービス」と称して鎌に有用だが欠陥のある改造を施した後、その不具合に対応するための商品を販売するというあこぎな商売をする（桜からは「まるでリフォーム詐欺のよう」と評されている）。

##### 堕魔死神カンパニー
六道 鯖人（ろくどう サバト）
声 - 山口勝平
名誉死神である魂子の息子でりんねの父。堕魔死神を統率する堕魔死神カンパニー社長。架印の母から騙し取った金を資本金に堕魔死神カンパニーを設立、近年の堕魔死神活発化の原因を作ったと同時に、りんねを自身の借金の連帯保証人にし、彼に極貧生活を送らせている張本人である。りんねの兄と言っても通用するぐらいの若い外見をしており赤髪赤眼。魂子と同じく余程のことがない限り常に笑っている。言葉遣いは丁寧で、魂子を「おかあさま」、父を「おとうさま」と呼ぶ。魂子からは甘やかされていた様子。女性に対しては基本的に「くん」付けだが、桜には「ちゃん」付けで呼んでいる。
一見すると爽やかそうだが、その本性はとてつもないグータラでろくでなしの女誑し。自らはノルマ水増しはおろか労働そのものを一切せず、支払いは誰かに押し付けたり踏み倒したりしており、桜にお金を借りようとすることもあるが、いつも失敗に終わる。
真面目に労働することが大嫌いで、働いただけで血の涙を流しながら気絶し、商品に対して代金を踏み倒さずまともに支払えば吐血までするなど、骨の髄までろくでなしの根性が染み付いている。ただし彼なりに最低限の、本当に最低限の節度は有しており、りんね以外の者に、特に美しい女性に本気で手を上げることはない。また、妙に率直で堂々としたところがあり、己がろくでなしな最低の男であることを隠そうとも言い繕おうともしていない。一方で妻・乙女への愛情は本物であり、一度は真面目に働こうと考えたほどで、彼女の年齢詐称を知ってもその愛情から許している。
死神としての能力は人間とのハーフであることに加え、仕事はサボりとノルマ水増ししかしないため腕が鈍り切っており、霊ひとつさえまともに祓えないレベル。しかし戦闘能力だけは高く、首に巻いた襟巻や「吸血火車（後述）」などを使用し、りんねを翻弄する実力を持つ。また、竜巻に変身できるため、捕縛されてもすぐに逃亡できる。実は、死神業務ライセンスは魂子に次ぐゴールド。前述の通り浄霊能力は低いのだが、戦闘能力は高かったため、ゴールドライセンス所持者を倒すことでゴールドライセンスを取得している。
りんねにとって桜が特別な存在であることに感づいており、婚約指輪（りんねの金で購入）を渡して二人をなかば強引に結婚させようとしたこともある。すでにカンパニーは借金まみれになっており、借金を押し付けるためにりんねに堕魔死神カンパニーを継がせようと企んでいる。
作中では「鯖人（サバト）」とカタカナで表記される。

美人（びじん）
声 - 橘田いずみ
堕魔死神カンパニー社長である鯖人の美人秘書。鳳の姉。元々は鯖人を倒しにカンパニーに乗り込んだものの、鯖人に惚れてしまい逆に堕魔死神になってしまった女性死神。妹同様リボンを着けている。今では堂々と不正を行うようになり完全に堕魔死神に染まりきっている。ただし妹に対しては多少の負い目があるのか、鳳の前に姿を現すときは必ず仮面で顔を隠している。長い間「鳳の姉」、「美人秘書」とだけ呼ばれていたが、美人が本名であることが発覚した。
四魔 れんげ（しま れんげ）
声 - 石上静香
桜のクラスに来た転校生。その正体は堕魔死神カンパニー所属の堕魔死神。頭に小さな角が生えており、実体化する際は髪飾りで隠し人間を装う。美人だが、かなり毒舌で友人がいない。運が悪く、何かと不幸に見舞われる。転入後は高校クラブ棟のりんねの隣の部屋を拠点としている。前の学校の制服を着ている。
かつては貧乏ながらも勤勉で、死神としてエリート街道を歩んでいたが、死神一高の入学試験当日、鯖人が起こしたトラブルのとばっちりを受けたことで試験を受けられず転落、やむなく堕魔死神カンパニー女子高等部に入学し堕魔死神へと身を落とすに至る。堕魔死神として自分の仕事を全うすることを信条としており、転落人生の根源となった鯖人の息子であるりんねを逆恨みし、復讐の対象としている。ただし初登場時以外は堕魔死神らしい活動をほとんどしておらず、結果として日銭を稼ぐために通常の死神としての仕事を行うなど堕魔死神としては本末転倒なことになってしまっている。また、度々死神一高への編入を望んでいるような描写があるなど、足を洗えるなら洗いたいとも考えているようである。元々優秀な死神であったことから浄霊の実力や戦闘力は非常に高く、十文字を一蹴しりんねとも互角に切り結ぶほど。しかし詰めが甘いところがあり、桜や六文によって計画が失敗に終わり、敗北することが多い。
鳳とは死神小学校時代の同級生であり、その適当さに散々振り回されたことや、金持ちである彼女へのコンプレックスから現在に至るまで毛嫌いしている。鳳もまた堕魔死神に堕ちたれんげを目の敵にしており、顔を合わせるたびに喧嘩を始めることも多い。架印は死神中学校時代の先輩で現在も片思いをしており、負い目もあってか自身が堕魔死神であることを隠し通していた。
架印に告白しようとした時、彼が金持ちと結婚すると思い込んだ事が原因で、自分が堕魔死神である事を打ち明けてしまう。りんねの協力により、堕魔死神カンパニーにスパイとして潜入していると架印に思い込ませようとするも、部下のせいで失敗に終わる。堕魔死神である事を隠す事を諦め、架印に自分を捕まえるように頼んだが、彼が黙認したこととりんねが機転を利かせたことにより改心し、堕魔死神を辞める決意をした。

タマ
声 - 鈴木れい子
れんげの契約黒猫。小柄な雌の老猫で、メイドエプロンをしている。腰を痛めているが、れんげの身の回りの世話も担うなど働き者。若い頃は美人だった模様。

#### 地獄
魔狭人（まさと）
声 - 柿原徹也
悪魔。背中に蝙蝠のような羽がある。
自他共に認めるほど心が狭く、異様なほど執念深い上、女や子供など自分より弱い者には一切手加減しない器の小さな男。悪魔だけあって、使用する技や術は強力かつ凶悪なものが多いが、本人の腕っぷしは大したことが無く、よくりんねや十文字に一方的に叩きのめされている。
6年前に悪魔の学校の宿題（動物の魂の回収）を、当時小学4年生だったりんねに妨害された挙句叩きのめされたことを根に持ち、以来彼をしつこく逆恨みしては、復讐の機会を狙い続けているが、悉く失敗し、りんねから制裁を受けている。りんねを狙う理由はコミカルだが罪のない霊を悪霊に変化させ翔真に始末させるなど、その所業は非常に悪質。
りんねとは逆に大変裕福なので、りんねを打倒するためには金に糸目をつけない。漢字が苦手で、自身の名前も含め、よく誤字をする（脱字はしない）。

## 用語
死神
職業および種族を指す。霊を輪廻の輪に乗せ転生を促すのが基本的な仕事内容。この仕事のノルマも存在する。古来から黒猫族と契約を結び、黒猫族のサポートを受けながら仕事をする。普通の人間からは知覚不可。現世へ赴き霊を誘導する実動部隊と、あの世から出ずに役所仕事に徹する記死神（しるしがみ）が存在する。
年齢や役職によって呼ばれ方が違い、大別して子供死神、若手死神、ベテラン死神の3種類で呼称される。さらに最も優秀な称号として名誉死神がある。
純粋な死神は人間よりもはるかに長い寿命を持ち、一定段階以上は老けることがないが、りんねや鯖人ら混血の死神に関してはそれらが適用されるかは不明。死神もまた輪廻の輪によって転生する。
純粋な死神には苗字がなく、名乗る場合は「死神鳳」「死神翔真」「記死神架印」など、苗字の部分に死神・記死神と付けて名乗る。
基本的には霊長類に分類され、人間と子を成すことも可能である。
ライセンス
死神業務許可証。大人から子供まで、浄霊に携わる者は基本的に全員が取得している。初心者のブロンズライセンス、通算200体浄霊のシルバーライセンス、2,000体浄霊のゴールドライセンス、10,000体浄霊のプラチナライセンスからなる4段階制。下から順に小学生、青年部、優秀浄霊者、大ベテランが持つものとして認識されている。格上のライセンス所持者を倒すことでも取得可能だが、浄霊能力の高い死神は戦闘力も高いため、通常はゴールド取得に10年以上、プラチナ取得には50年以上をかけ、地道に昇格していく。
若手死神講習会
若手死神を対象に、死神道具の紹介と指導を行う勉強会。講師はベテラン死神や名誉死神が担っており、魂子もその一人。死神道具の試供品を配ったりもしている。

堕魔死神（だましがみ）
死神としてのノルマが間に合わず、まだ寿命のある（＝生きている）人間を騙してあの世に導き、転生を促そうとする死神のこと。寿命の残っている人間を輪廻の輪に乗せるのは故意過失問わず重罪であり、正規の死神にとっては悪霊に次ぐ取り締まり対象である。また、こういったことを行うのは基本的に能力が足りない死神であることを意味するので、多くの死神にとって軽蔑と嘲笑の対象でもある（架印は「社会のゴミ」「死神のクズ」とまで言い切っている）。
りんねの父、六道鯖人の配下達。
純粋な死神同様に苗字がなく、名乗る場合は「堕魔死神れんげ」など、苗字の部分に堕魔死神と付けて名乗る。
堕魔死神カンパニー
堕魔死神たちの本拠地。堕魔死神のリーダー六道鯖人が経営する非合法会社。社員の多くがノルマ水増しを行っていながら赤字に苦しむほど経営状態が悪く、社員のサービス残業や給料未払いは当たり前。男性構成員は動物の着ぐるみ、女性構成員は水商売風のファッション。集まったら即宴会を始めるアホな死神ばかりで、まともなのはれんげだけ。また、最近は本業である人攫いすら碌に行っておらず、胡散臭いインチキ商品の販売等を行って糊口をしのいでいる。
正規の死神がカンパニーにたどり着けないための幾多の工夫が凝らされており、カンパニーに恨みを持つりんねや鳳、架印は自力でカンパニーに到達することができない。

黒猫族
古来から死神と共存関係にある種族。
大別して人間とほとんど変わらない人間形態で過ごす者と、普通の黒猫の姿で過ごす黒猫形態の2種類がいる。人間形態の黒猫族は大人になるにつれどんどん猫から人間の姿へと近づいていく。現在は人間に近い姿の朧も、数年前までは六文のような姿をしていた。
必ずしも黒猫族が契約黒猫になるとは限らず、一般的な営業職に付いている者も多い。
黒猫の実力を示す黒猫段位が存在する。
契約黒猫
黒猫族の最も一般的な職業の一つ。
死神と雇用契約書にて契約を結び、不吉予告・呪い・脅し・悪霊退治といった形で死神のサポートを行う。
ライセンス制であり、黒猫が雇用死神を故意に見捨てた場合は、罰金5000円に加えて10年間のライセンス停止処分を受ける。情報交換のための協会も存在する。
黒猫段位
契約黒猫の実力を表す段位。黒猫段位テストに合格することで取得でき、ライセンスを持つ黒猫と契約している死神には死神道具の割引など、多くの特典がある。六段以上は上級黒猫と称される実力者。作中では初段取得者に六文、朧、鈴。六段取得者に黒洲。永世十段に黒猫族の長老・黒井田がいる。

悪魔
死神とは別に、罪を犯した死者をいざなう種族。死神に比べ規制が緩く、死んでいない者の魂も容赦なく扱うため、その行動は堕魔死神に近い。姿形は異形だが普段の生活は人間と全く変わりがない。
霊
死者の霊体。生者のものは生霊と呼ぶ。成仏した場合、霊は霊道を通りあの世へ移動、あの世の縁日を通って「やりきった入場口」のステップに乗り、輪廻の輪へと運ばれ転生する。この世に未練のあるものは地縛霊となり、死神により成仏させてもらわなければならない。通常、死神や悪魔、あの世の食物を口にした人間にしか視認できないが、霊圧が強い霊は一般人にも視認できる。
悪霊
人間に害を成す霊達。通常の霊を凌ぐ強大な力を持ち、願いを叶えるなどの特殊な能力を持つ者もいる。懸賞金がかけられており、懸賞金100万円以上になると並の死神では手におえないレベルとなる。
あの世
死後の世界の総称。輪廻の輪が存在する世界と、罪人の霊を裁く地獄などがある。
輪廻の輪が存在する世界（境界）
地獄とは別の死後の世界。輪廻の輪が存在する世界で、三途の川や冥途の土産を売る縁日など様々な施設がある。死神、黒猫族が死者を転生させるべく日夜活動しており、現世とは様々な霊道でつながっている。生者が迷い込んだ場合は命数管理局員によりただちに現世へ強制送還される。
地獄
輪廻の輪がある世界とは別の死の世界。竪穴のような見た目で、巨大な塔から有料で入ることができ、周りには昭和のようなレトロな街並みが続く。罪人は輪廻の輪へ行かずに地獄へ送られ、転生することができない。
鬼と悪魔が仕事をしており、悪魔を擁立する悪魔学校や武器屋などが点在している。
『地獄の沙汰も金次第』の言葉通り、入場料や使用料が発生する。金を払えないと借金地獄（比喩ではなく最下層に位置する地獄）に落とされ働くことになるが、通常は永久に返済が完了せず出られない。武器屋では死神のカマも売買されている。

魔女
のぞき玉をもつ魔女は白魔女と黒魔女の2種類がいる。
白魔女
死神と契約し、人々を助け導き善行を施す魔女。アネット先生はこの末裔にあたるが、助けるのも導くのも善行を施すのも下手。
黒魔女
悪魔と契約して不吉な占いを繰り返す魔女。

命数管理局
人間の寿命を管理しているあの世の社会機構。実際には寿命だけでなく、税務所的な役割や堕魔死神の摘発、および公共活動等、あの世における公務全般を担っている。動物霊の脱走（および、それに伴う災難）のような不祥事をしばしば起こしている。
見える人間
死神、悪魔、黒猫族などの霊的存在全般を知覚できる人間。通常は払い屋、巫女、魔女、住職など、修行を積んだ人間のみが該当するが、あの世の食物を口にすると、一般人であっても霊的存在の知覚が可能となる。
輪廻の輪
霊が乗ることで来世へと生まれ変わる（実際には輪に触れた瞬間に転生する）。輪廻の輪自体が霊を引き寄せ、強制転生を促す力がある。生きている人間でも触れれば転生されてしまう。死神界のどの位置にいても上空に視認できる程巨大で、地獄からもかなり遠いが視認できる。
霊道現世とあの世を結ぶ道。あの世の者にしか認識できず、開くこともできないが、霊道が開いていれば生きている者でも侵入可能。現世の至る場所に存在するが、りんねらの通う三界高校には霊道が一切存在しない。

## 書誌情報

### 漫画
- 高橋留美子 『境界のRINNE』 小学館〈少年サンデーコミックス〉 、全40巻。

|     | 発売日         |  | ISBN                   |
| 1.  | 2009年10月16日 |  | ISBN 978-4-09-121773-8 |
| 2.  | 2009年10月16日 |  | ISBN 978-4-09-121774-5 |
| 3.  | 2010年03月18日 |  | ISBN 978-4-09-122195-7 |
| 4.  | 2010年06月18日 |  | ISBN 978-4-09-122335-7 |
| 5.  | 2010年09月17日 |  | ISBN 978-4-09-122526-9 |
| 6.  | 2010年12月17日 |  | ISBN 978-4-09-122699-0 |
| 7.  | 2011年03月19日 |  | ISBN 978-4-09-122798-0 |
| 8.  | 2011年07月15日 |  | ISBN 978-4-09-123205-2 |
| 9.  | 2011年10月18日 |  | ISBN 978-4-09-123339-4 |
| 10. | 2011年11月18日 |  | ISBN 978-4-09-123450-6 |
| 11. | 2012年02月17日 |  | ISBN 978-4-09-123540-4 |
| 12. | 2012年05月18日 |  | ISBN 978-4-09-123657-9 |
| 13. | 2012年07月18日 |  | ISBN 978-4-09-123777-4 |
| 14. | 2012年10月18日 |  | ISBN 978-4-09-123896-2 |
| 15. | 2013年01月18日 |  | ISBN 978-4-09-124170-2 |
| 16. | 2013年04月18日 |  | ISBN 978-4-09-124286-0 |
| 17. | 2013年06月18日 |  | ISBN 978-4-09-124322-5 |
| 18. | 2013年09月18日 |  | ISBN 978-4-09-124382-9 |
| 19. | 2013年12月18日 |  | ISBN 978-4-09-124512-0 |
| 20. | 2014年03月18日 |  | ISBN 978-4-09-124549-6 |
| 21. | 2014年05月16日 |  | ISBN 978-4-09-124630-1 |
| 22. | 2014年08月18日 |  | ISBN 978-4-09-125077-3 |
| 23. | 2014年11月18日 |  | ISBN 978-4-09-125370-5 |
| 24. | 2015年10月18日 |  | ISBN 978-4-09-123339-4 |
| 25. | 2015年04月17日 |  | ISBN 978-4-09-125799-4 |
| 26. | 2015年07月17日 |  | ISBN 978-4-09-126186-1 |
| 27. | 2015年09月18日 |  | ISBN 978-4-09-126279-0 |
| 28. | 2015年12月18日 |  | ISBN 978-4-09-126539-5 |
| 29. | 2016年03月18日 |  | ISBN 978-4-09-126818-1 |
| 30. | 2016年04月18日 |  | ISBN 978-4-09-127090-0 |
| 31. | 2016年07月15日 |  | ISBN 978-4-09-127315-4 |
| 32. | 2016年09月16日 |  | ISBN 978-4-09-127339-0 |
| 33. | 2016年10月18日 |  | ISBN 978-4-09-127410-6 |
| 34. | 2016年12月16日 |  | ISBN 978-4-09-127424-3 |
| 35. | 2017年03月17日 |  | ISBN 978-4-09-127507-3 |
| 36. | 2017年05月18日 |  | ISBN 978-4-09-127566-0 |
| 37. | 2017年07月18日 |  | ISBN 978-4-09-127666-7 |
| 38. | 2017年09月15日 |  | ISBN 978-4-09-127685-8 |
| 39. | 2017年11月17日 |  | ISBN 978-4-09-127865-4 |
| 40. | 2018年01月18日 |  | ISBN 978-4-09-128074-9 |

### 小説
テレビアニメの小説版。小学館ジュニア文庫より刊行。
| 巻数 | サブタイトル       | 著者         | 脚本                   | アニメ収録話  | 発売日         | ISBN              |
| ---- | ------------------ | ------------ | ---------------------- | ------------- | -------------- | ----------------- |
| 1    | 謎のクラスメート   | 高山カツヒコ | 横手美智子             | 第1話 - 第3話 | 2015年 6月17日 | 978-4-09-230819-0 |
| 2    | 友達からで良ければ | 浜崎達也     | 柿原優子・吉野弘幸     | 第4話 - 第6話 | 7月29日        | 978-4-09-230834-3 |
| 3    | ようこそ地獄へ！   | 浜崎達也     | 高山カツヒコ・柿原優子 | 第7話 - 第9話 | 8月26日        | 978-4-09-230837-4 |

## テレビアニメ
2015年4月4日より、第1シリーズがNHK Eテレにて放送。全25話。10月3日より第1シリーズの再放送が行われた。2016年4月9日より、第2シリーズが放送された。全25話。10月より第2シリーズの再放送が開始。2017年4月8日より第3シリーズが放送された。全25話。同年秋の再放送はなかったが、2018年4月8日から第3シリーズの再放送が行われている。

### 作風
放送に当たって、高橋作品特有のシュールかつブラックなギャグ描写（暴力その他の犯罪行為や侮辱の意味が含まれる台詞等）に関しては、概ね原作通りに再現されているものの、土曜の夕方という放送時間帯の都合上、あまりにも過激と捉えられる部分（「殺す」「血祭りに上げる」といった暴言、派手な流血シーンなど）はセリフの変更やシーンそのもののカットが行われることでソフトな描写に抑えられている。その場合、原作にも用いられているナレーションを多用し、キャラクターの行動に対するフォローや視聴者への注意の呼びかけが行われることもある。また、話によっては原作に未登場であったキャラクターが登場するなどのオリジナル要素が加えられる事もある。それ以外では話の終盤の場面が原作と異なっていることも度々ある。
ナレーションは玄田哲章。キャストには、過去の高橋作品に出演経験のある声優も多数起用されている。また、本橋秀之や戸部敦夫といった過去の高橋作品と縁深いスタッフも携わっている。作中の随所には『うる星やつら』や『らんま1/2』、『めぞん一刻』など過去の高橋作品に登場したキャラクターや小物が小道具としてカメオ出演している。作中の紙幣の絵柄には、千円札と五千円札それぞれに『うる星やつら』のコタツネコとレイ、一万円札には『らんま1/2』の早乙女玄馬（パンダ）が描かれている。第22話では、アイキャッチとエンドカードがクリスマスバージョンになっている。
データ放送による「お供え物」入手（画面上に六文が出た時に「決定」ボタンを押すと、自動的に百葉箱に入る・要インターネット接続）で、放送終了後に「青」ボタンを押すとデータ放送内の百葉箱（デジタルコンテンツコーナー）で確認することができ5個たまるとデジタルコンテンツを入手できる。
字幕放送を実施しており、実装は第1シリーズより真宮桜の声が黄色、六道りんねの声が水色、六文の声が緑色で統一されており、その他のキャラクターの声は白で分けられている。
第1シリーズは全話を通じて25分1話形式であったが、第2シリーズ以降は25分2話（3話の時もある）形式のスタイルも見られるようになった。この場合、本筋の展開とはあまり関係のない短編ストーリーが用いられることがほとんどである。
過去の高橋作品においては、ストーリーが連載中の原作に追いつくことを防止するため、度々アニメオリジナルストーリーが挿入されることがあったが、本作の初アニメ化は連載開始から6年後であり、十分に原作の話数が溜まった上でのものであるため、第3シリーズ終了時点ではオリジナルストーリーが全く入っていない。また、放送開始時から原作のストックが尽きるまで一貫して放送されるのではなく、2クールごとに区切って放送される（本放送→再放送を半年の周期で繰り返す）スタイルであるため、休止期間中に原作のストックが溜まっていくことも理由として挙げられる。第1、第2シリーズの最終回は特別な演出は無かったが、第3シリーズのラストでは「最終回だから」と原作にはない主要登場人物が一堂に会する演出で締めくくられた。

### スタッフ
|                                                                        | 第1シリーズ                                                        | 第2シリーズ                                                        | 第3シリーズ                                                        |
| ---------------------------------------------------------------------- | ------------------------------------------------------------------ | ------------------------------------------------------------------ | ------------------------------------------------------------------ |
| 原作                                                                   | 高橋留美子                                                         | 高橋留美子                                                         | 高橋留美子                                                         |
| 監督                                                                   | 菅原静貴                                                           | 菅原静貴                                                           | 石踊宏                                                             |
| ストーリー監修                                                         | N/A                                                                | N/A                                                                | 菅原静貴                                                           |
| シリーズ構成                                                           | 横手美智子                                                         | 横手美智子                                                         | 横手美智子                                                         |
| キャラクターデザイン                                                   | たむらかずひこ                                                     | たむらかずひこ                                                     | たむらかずひこ                                                     |
| アクション作画監督                                                     | 田中良                                                             | 田中良                                                             | 田中良                                                             |
| ブロップデザイン （第1シリーズ） コンセプトデザイン （第2・3シリーズ） |                                                                    |                                                                    |                                                                    |
| 小川浩                                                                 |                                                                    |                                                                    |                                                                    |
| 本多孝敏、青木智由紀                                                   | 本多孝敏、青木智由紀                                               | 梶野靖弘                                                           |                                                                    |
| 美術監督                                                               | 渋谷幸弘                                                           | 渋谷幸弘                                                           | 渋谷幸弘                                                           |
| 色彩設計                                                               | 福田由布子                                                         | 福田由布子                                                         | 福田由布子                                                         |
| 編集                                                                   | 池田康隆                                                           | 池田康隆                                                           | 池田康隆                                                           |
| 撮影監督                                                               | 織田頼信                                                           | 織田頼信                                                           | 織田頼信                                                           |
| 音楽                                                                   | 本間昭光                                                           | 本間昭光                                                           | 本間昭光                                                           |
| 音楽演奏                                                               | 藤原道山、上妻宏光、佐藤和哉 ヒダノ修一、TAKUYA 武藤彩未、新藤晴一 | 藤原道山、上妻宏光、佐藤和哉 ヒダノ修一、TAKUYA 武藤彩未、新藤晴一 | 藤原道山、上妻宏光、佐藤和哉 ヒダノ修一、TAKUYA 武藤彩未、新藤晴一 |
| 音響監督                                                               | 高寺たけし                                                         | 高寺たけし                                                         | 高寺たけし                                                         |
| プロデューサー                                                         | 藤田裕介                                                           | 藤田裕介                                                           | 藤田裕介                                                           |
| プロデューサー                                                         | 伊藤香織、工藤康平                                                 | 伊藤香織、工藤康平                                                 | N/A                                                                |
| 制作統括                                                               | 野島正宏                                                           | 野島正宏                                                           | 野島正宏                                                           |
| 制作統括                                                               | 柏木敦子 澤木類                                                    | 米村裕子 根岸智也                                                  | 米村裕子 根岸智也                                                  |
| アニメーション プロデューサー                                          | 小沢十光                                                           | 島田純一                                                           | 島田純一                                                           |
| アニメーション制作                                                     | ブレインズ・ベース                                                 | ブレインズ・ベース                                                 | ブレインズ・ベース                                                 |
| 製作                                                                   | NHKエンタープライズ                                                | NHKエンタープライズ                                                | NHKエンタープライズ                                                |
| 制作・著作                                                             | NHK 小学館集英社プロダクション                                     | NHK 小学館集英社プロダクション                                     | NHK 小学館集英社プロダクション                                     |

### 主題歌

#### オープニングテーマ
第1シリーズ
「桜花爛漫」（第1話 - 第13話）
作詞・作曲 - 首藤義勝 / 編曲 - KEYTALK & NARASAKI / 歌 - KEYTALK
本作のヒロイン・真宮桜をイメージして作られた曲である。
「裏の裏」（第14話 - 第25話）
作詞 - 大胡田なつき / 作曲 - 成田ハネダ / 編曲・歌 - パスピエ
オープニングテーマの映像は曲が変わった後半も前半と同じアニメーションを使用。りんねが桜から貰って落とす小銭は、10円玉→50円玉→100円玉→500円玉→5円玉と変わった。

第2シリーズ
「Melody」（第26話 - 第37話）
作詞 - 安田尊行 / 作曲 - MANYO / 編曲 - ミライショウ / 歌 - Pile
「アイニー」（第38話 - 第50話）
作詞・作曲 - 尾崎世界観 / 編曲・歌 - クリープハイプ

第3シリーズ
「SHINY」（第51話 - 第62話）
作詞 - 米田貴紀 / 作曲・編曲・歌 - 夜の本気ダンス
「セツナユメミシ」（第63話 - 第75話）
作詞・作曲 - 首藤義勝 / 編曲 - KEYTALK & NARASAKI / 歌 - KEYTALK

#### エンディングテーマ
第1シリーズ
「トキノワ」（第1話 - 第13話）
作詞 - 大胡田なつき / 作曲 - 成田ハネダ / 編曲・歌 - パスピエ
「ふたつの世界」（第14話 - 第25話）
作詞・作曲 - 岸田繁 / 編曲・歌 - くるり
本作の原画イラストがシングルジャケットに採用された。
オープニングと同じく、エンディング映像は曲が変わってもほぼ同じものを使用。エンディングアニメーションに登場するキャラクターは、そのキャラが初登場した回に合わせて少しずつ増えていく。

第2シリーズ
「話をしよう」（第26話 - 第37話）
作詞・作曲 - 松尾レミ / 編曲・歌 - GLIM SPANKY
「Beautiful Life」（第38話 - 第50話）
作詞・作曲 - 原田茂幸 / 編曲・歌 - Shiggy Jr.

第3シリーズ
「スキナノカナ」（第51話 - 第62話）
作詞・作曲・歌 - Softly / 編曲：木村篤史
「パズル」（第63話 - 第75話）
作詞 - 藤林聖子 / 作曲・編曲 - 世武裕子 / 歌 - 上白石萌音
りんねと桜の原作の扉絵が多数使用されており、背景は単行本表紙を基調としたデザインになっている。

### 放送局
| 放送期間                     | 放送時間           | シリーズ    |
| ---------------------------- | ------------------ | ----------- |
| 2015年4月4日 - 9月19日       | 土曜 17:30 - 17:55 | 第1シリーズ |
| 2016年4月9日 - 9月24日       |                    | 第2シリーズ |
| 2017年4月8日 - 2017年9月23日 | 土曜 17:35 - 18:00 | 第3シリーズ |

| 放送期間                | 放送時間           | 配信サイト                              | 備考                 |
| ----------------------- | ------------------ | --------------------------------------- | -------------------- |
| 2015年4月4日 - 9月19日  | 土曜 17:55 配信    | NHKオンデマンド                         |                      |
| 2015年4月6日 - 9月21日  | 月曜 12:00 更新    | ニコニコチャンネル / バンダイチャンネル |                      |
|                         | 月曜 22:30 - 23:00 | ニコニコ生放送                          |                      |
| 2015年4月13日 - 9月21日 | 月曜 12:00 更新    | GYAO!                                   | 第1話と第2話同時配信 |

### DVD
DVDは、第1シリーズは3話ごとの全8巻の単品売り、第2シリーズと第3シリーズは12話ごとの上下巻のずつのBOX形態での発売である。
| 巻 | 発売日         | 収録話          | 規格品番   |
| -- | -------------- | --------------- | ---------- |
| 1  | 2015年7月15日  | 第1話 - 第4話   | PCBP-53421 |
| 2  | 2015年8月19日  | 第5話 - 第7話   | PCBP-53422 |
| 3  | 2015年9月16日  | 第8話 - 第10話  | PCBP-53423 |
| 4  | 2015年10月21日 | 第11話 - 第13話 | PCBP-53424 |
| 5  | 2015年11月18日 | 第14話 - 第16話 | PCBP-53425 |
| 6  | 2015年12月16日 | 第17話 - 第19話 | PCBP-53426 |
| 7  | 2016年1月20日  | 第20話 - 第22話 | PCBP-53427 |
| 8  | 2016年2月17日  | 第23話 - 第25話 | PCBP-53428 |

| 巻      | 発売日         | 収録話          | 規格品番   |
| ------- | -------------- | --------------- | ---------- |
| BOX上巻 | 2016年9月21日  | 第26話 - 第37話 | PCBP-62076 |
| BOX下巻 | 2016年12月21日 | 第38話 - 第50話 | PCBP-62077 |

| 巻      | 発売日         | 収録話          | 規格品番   |
| ------- | -------------- | --------------- | ---------- |
| BOX上巻 | 2017年9月20日  | 第51話 - 第62話 | PCBP-62088 |
| BOX下巻 | 2017年12月20日 | 第63話 - 第75話 | PCBP-62089 |

### Webラジオ
ラジオのRINNE…みたいな？
- メインパーソナリティ：石川界人（六道りんね役）
- サブパーソナリティ：徳井青空（ミホ役）、洲崎綾（リカ役）
- 配信期間：2015年3月23日（第0回先行配信）、2015年4月6日 - 2015年9月28日（毎週月曜日配信）、2015年9月28日 - 2016年3月28日（隔週月曜日配信）
- 配信サイト：HiBiKi Radio Station
- ゲスト
  - 第11回：生天目仁美（六文役）
  - 第19回：木村良平（十文字翼役）
  - 第25回：三澤勝洸（パスピエ）（アニメ第1クールED・第2クールOP主題歌担当）

### コラボ
- クイズRPG 魔法使いと黒猫のウィズ[61] （2015年6月22日 - 7月22日[62]）
- Mobage、Yahoo!モバゲー - アバター衣装のコインガチャ。2015年9月25日より終了日未定。
- ヴァイスシュヴァルツ - エクストラブースター。2016年7月15日発売。

| NHK Eテレ 土曜17:30枠                                                                               | NHK Eテレ 土曜17:30枠                                                    | NHK Eテレ 土曜17:30枠                                     |
| 前番組                                                                                              | 番組名                                                                   | 次番組                                                    |
| --------------------------------------------------------------------------------------------------- | ------------------------------------------------------------------------ | --------------------------------------------------------- |
| ログ・ホライズン（第2期） （2014年10月4日 - 2015年3月28日）                                         | 境界のRINNE （第1期→第1期再放送→第2期） （2015年4月4日 - 2016年9月24日） | クラシカロイド（第1期） （2016年10月8日 - 2017年3月25日） |
| NHK Eテレ 土曜17:35枠                                                                               |                                                                          |                                                           |
| クラシカロイド（第1期） （2016年10月8日 - 2017年3月25日） ※17:30 - 17:55みんなのうた ※17:55 - 18:00 | 境界のRINNE（第3期） （2017年4月8日 - 9月23日）                          | クラシカロイド（第2期） （2017年10月7日 - 2018年3月24日） |